# Sumampa
Sumampa är en kommunhuvudort i Argentina.   Den ligger i provinsen Santiago del Estero, i den centrala delen av landet, 800 km nordväst om huvudstaden Buenos Aires. Sumampa ligger 243 meter över havet och antalet invånare är 4 812.
Terrängen runt Sumampa är lite kuperad, och sluttar österut. Runt Sumampa är det mycket glesbefolkat, med 3 invånare per kvadratkilometer.. Det finns inga andra samhällen i närheten.
Trakten runt Sumampa består i huvudsak av gräsmarker.